# HAPPINESS -WINTER MIX-
『HAPPINESS -WINTER MIX-』（ハピネス　ウィンターミックス）は、GLAYの18枚目のシングル。

## 概要
- 前年発売の5thアルバム『HEAVY GAUGE』からのリカットシングル。
- GLAYとしては初のマキシシングル。
- 本作品はCD-Extra仕様として、パソコンで再生できる『GLAY pure soul “MOVIE”～ここではない、どこかへ』の ダイジェスト版が収録された。このムービーの本編は2009年のベストアルバム『THE GREAT VACATION VOL.1 〜SUPER BEST OF GLAY〜』の初回限定盤Bの特典DVDに収録された。
- オリコン1位は獲得したものの、リカットシングルということもあり、前作より売上は半分以上落ち、累計売上も「a Boy～ずっと忘れない～」以来の50万枚割れとなった。

## 収録曲
1. HAPPINESS -WINTER MIX- (5:53)
  - 作詞・作曲:TAKURO　編曲:佐久間正英、GLAY

アルバムとの違いはコーラス等。
2. MISERY (GLAY EXPO '99 SURVIVAL LIVE VERSION) (5:58)
  - 作詞・作曲:hide　編曲:GLAY
3. ここではない、どこかへ (GLAY EXPO '99 SURVIVAL LIVE VERSION) (6:09)
  - 作詞・作曲:TAKURO　編曲:佐久間正英、GLAY
4. HAPPINESS (INSTRUMENTAL) (5:51)

## タイアップ
- TBS系金曜ドラマ「金曜日の恋人たちへ」主題歌。（#1）

## 収録アルバム
HAPPINESS -WINTER MIX-
- HEAVY GAUGE (オリジナルバージョン)
- DRIVE-GLAY complete BEST (『HEAVY GAUGE』収録バージョン)
- THE GREAT VACATION VOL.2 〜SUPER BEST OF GLAY〜
- HEAVY GAUGE Anthology (『HEAVY GAUGE』収録バージョンを基にしたリミックスバージョン)

MISERY (GLAY EXPO '99 SURVIVAL LIVE VERSION)
- rare collectives vol.1

ここではない、どこかへ (GLAY EXPO '99 SURVIVAL LIVE VERSION)
- rare collectives vol.1